# Angelozis mta
Angelozis mta (georgiska: ანგელოზის მთა), Änglaberget, är ett berg i Georgien. Det ligger i den nordöstra delen av landet, i regionen Mtscheta-Mtianeti. Toppen på Angelozis mta är 3 095 meter över havet.